# Tercera División Provincial Aficionados de Castilla y León
La Tercera División Provincial Aficionados es la novena categoría de fútbol en Castilla y León. Está compuesto por dos grupos (solo Valladolid dispone de esta categoría). Fue fundada en la temporada 2014/15. Al finalizar la temporada ascienden a Segunda División Provincial Aficionados el número de equipos que la delegación Vallisoletana estime oportuno, prefijado antes del inicio de temporada y que también depende de las renuncias que haya en esta y en otras categorías. En esta categoría no existen los descensos.

## Palmarés

### Tercera división provincial de Valladolid[1]
| Temporada   | Campeón de Liga                              | Subcampeón de Liga                                 | Tercer clasificado                    |          |
| ----------- | -------------------------------------------- | -------------------------------------------------- | ------------------------------------- | -------- |
| 2022 - 2023 | CD La Seca - Racing Valdestillas "B"         | CD Íscar - CD Juventud Rondilla "B"                | Atlético de Laguna - CD Don Bosco "B" | 2 grupos |
| 2021 - 2022 | CD Laguna "B"                                | CD Cigales                                         | CD Juventud Rondilla                  |          |
| 2020 - 2021 | No se disputó                                |                                                    |                                       |          |
| 2019 - 2020 | CD Zaratán Sport                             | CF Viana de Cega                                   | CD Renedo de Esgueva                  |          |
| 2018 - 2019 | CD San Agustín Valladolid "B"                | CD Medinense                                       | CD Betis CF "B"                       |          |
| 2017 - 2018 | CD Renedo de Esgueva                         | CD La Cistérniga CF "B"                            | CD San José Jesuitas                  |          |
| 2016 - 2017 | Atlético Portillo - Atlético Tordesillas "B" | CD Juventud Rondilla "B" - CD La Cistérniga CF "B" | CD Renedo de Esgueva - CD Maristas    | 2 grupos |
| 2015 - 2016 | CDF El Sequillo                              | CD Don Bosco                                       | Racing Valdestillas                   |          |